# شورای اوزون
شورای اوزون (ترکی استانبولی: Şoray Uzun؛ زادهٔ ۹ ژوئن ۱۹۶۷) کمدین و بازیگر اهل ترکیه است.
او فعالیت حرفه‌ای خود را از سال ۱۹۸۷ آغاز کرد.